# エジプティアネラ属
エジプティアネラ属（Aegyptianella）は真正細菌のプロテオバクテリア門アルファプロテオバクテリア綱リケッチア目エールリキア科の属の一つである。

## 命名
属名のAegyptianellaはラテン語の名詞Aegyptusに由来する新ラテン語の女性名詞であり、この細菌の発見が報告された場所がエジプトであることに由来する。

## 種
この属は単一の種エジプティアネラ・プロラム（A. pullorum）のみで構成されている。pullorumはラテン語で若い鶏を意味する。